# Joos Valgaeren
Joos Valgaeren (Leuven, 1976. március 3. –) belga válogatott labdarúgó.
A belga válogatott tagjaként részt vett a 2000-es Európa-bajnokságon.

## Sikerei, díjai
Roda JC
- Holland kupa (1): 1999–2000

Celtic
- Skót bajnok (3): 2000–01, 2001–02, 2003–04
- Skót kupa (3): 2000–01, 2003–04, 2004–05
- Skót ligakupa (1): 2000–01
- UEFA-kupa döntős (1): 2002–03

Club Brugge
- Belga kupa (1): 2006–07